# Suaeda obtusifolia
Suaeda obtusifolia är en amarantväxtart som först beskrevs av Aleksandr Andrejevitj Bunge, och fick sitt nu gällande namn av Ernst Rudolf von Trautvetter. Suaeda obtusifolia ingår i släktet saltörter, och familjen amarantväxter. Inga underarter finns listade i Catalogue of Life.